# Miesterhorst
Miesterhorst ist ein Ortsteil der gleichnamigen Ortschaft der Hansestadt Gardelegen im Altmarkkreis Salzwedel in Sachsen-Anhalt.

## Geografie

### Lage
Das altmärkische Dorf Miesterhorst, ein Straßenangerdorf mit Kirche, liegt elf Kilometer nordöstlich von Oebisfelde im Niederungsgebiet des Naturparks Drömling im Naturschutzgebiet Ohre-Drömling. Im Nordosten fließt der Bullengraben, im Südosten der Wilhelmskanal nach Süden zur Ohre.

### Ortschaftsgliederung
Zur Ortschaft Miesterhorst gehören der Ortsteil Miesterhorst mit dem Wohnplatz Am Bahnhof, der frühere Bahnhof Miesterhorst, der Wohnplatz Birkhorst, die frühere Kolonie Birkhorst und die Kolonie Miesterhorst, drei Kilometer östlich des Dorfes. Der Gardelegener Ortsteil Taterberg gehört wahrscheinlich auch zur Ortschaft Miesterhorst, da er früher zur Gemeinde Miesterhorst gehörte.

## Geschichte

### Mittelalter bis Neuzeit
Miesterhorst entstand vermutlich um das Jahr 1000 als Kolonie von Mieste und ist auf einem der Horste im Drömling errichtet worden. Miesterhorst wurde im Jahre 1367 in Verbindung mit einem Knüppeldamm erwähnt, der in westlicher Richtung über den Taterberg nach Bergfriede führte.
Der Historiker Peter P. Rohrlach führt als erste urkundliche Erwähnung von Miesterhorst als Horst das Jahr 1541 an. 1554 heißt es das Dorff Horst, erst 1687 heißt es Miesterhorst.
1725 wurde die Kirche im Kern des Dorfes erbaut. Das Postgebäude entstand 1928, in dem sich bis zur Eingemeindung das Gemeindebüro befand. Die Kindertagesstätte wurde 1993 ausgebaut. Die Entwicklung des Dorfes wird ausführlich von Ingeborg Engelien in ihrer Dissertation beschrieben. Der Männergesangverein 1853 e. V. Miesterhorst wurde 2011 aufgelöst.

### Eingemeindungen
Ursprünglich gehörte das Dorf zum Salzwedelischen Kreis der Mark Brandenburg in der Altmark. Zwischen 1807 und 1813 lag es im Kanton Mieste auf dem Territorium des napoleonischen Königreichs Westphalen. Ab 1816 gehörte die Gemeinde zum Kreis Gardelegen, dem späteren Landkreis Gardelegen.
Die Gemeinde wurde am 25. Juli 1952 in den neuen kleineren Kreis Klötze umgegliedert. Am 1. Juli 1944 kam sie zum Altmarkkreis Salzwedel.
Am 1. Januar 2011 wurde die bis dahin selbstständige Gemeinde mit dem Ortsteil Taterberg sowie den Wohnplätzen Bahnhof Miesterhorst, Kolonie Birkhorst und Kolonie Miesterhorst zusammen mit 17 weiteren Gemeinden per Gesetz in die Hansestadt Gardelegen eingemeindet.

### Einwohnerentwicklung
| Jahr | Einwohner |
| ---- | --------- |
| 1734 | 184       |
| 1774 | 185       |
| 1789 | 290       |
| 1798 | 274       |
| 1801 | 283       |
| 1818 | 267       |

| Jahr | Einwohner |
| ---- | --------- |
| 1840 | 366       |
| 1864 | 583       |
| 1871 | 500       |
| 1885 | 584       |
| 1895 | 608       |
| 1900 | [00]711   |

| Jahr | Einwohner |
| ---- | --------- |
| 1905 | 0720      |
| 1910 | [00]0830  |
| 1925 | 0942      |
| 1939 | 0864      |
| 1946 | 1253      |
| 1964 | 1016      |

| Jahr | Einwohner |
| ---- | --------- |
| 1971 | 803       |
| 1981 | 803       |
| 1993 | 738       |
| 2006 | 721       |
| 2009 | 695       |
| 2012 | [00]665   |

| Jahr | Einwohner |
| ---- | --------- |
| 2017 | 626       |
| 2021 | [0]605    |
| 2022 | [0]600    |

Quelle, wenn nicht angegeben, bis 2006:

## Religion
Die evangelische Kirchengemeinde Miesterhorst gehörte früher zusammen mit Mieste und Sichau zur Pfarrei Mieste. Im Jahre 2003 wurden die Kirchengemeinden mit Dannefeld zum Kirchspiel Mieste zusammengelegt, das heute zum Pfarrbereich Mieste im Kirchenkreis Salzwedel im Propstsprengel Stendal-Magdeburg der Evangelischen Kirche in Mitteldeutschland gehört.

## Politik

### Ortsbürgermeisterin
Seit 2014 ist Grit Oelze die Ortsbürgermeisterin der Ortschaft Miesterhorst.
Die letzte ehrenamtliche Bürgermeisterin der Gemeinde war Edith Dreher.

### Ortschaftsrat
Bei der Ortschaftsratswahl am 26. Mai 2019 gewann die „Wählergruppe Miesterhorst“ alle 7 Sitze. Gewählt wurden 3 Ortschaftsrätinnen und 4 Räte.

### Wappen und Flagge
Das Wappen wurde am 7. Juli 1997 durch das Regierungspräsidium Magdeburg genehmigt.
Blasonierung: „In Silber auf grünem Rasen über blauem Wellenschildgrund eine grüne Eiche mit acht goldenen Früchten, der Stamm beseitet von zwei aufrechten, einander zugekehrten grünen Ähren mit schwarzen Grannen und je zwei Blättern am Halm.“
Die Farben Miesterhorsts sind Grün-Silber (Weiß).
Der grüne Schildfuß und die grünen Ähren symbolisieren die Weiden, Wiesen und Wälder der Miesterhorster Umgebung und den ländlichen Charakter der Gemeinde, die fruchttragende Eiche die “Friedenseiche” des Ortes und der blaue Wellenschildgrund steht für die vielen Flüsse und Kanäle des Drömlings.
Das Wappen wurde von der Magdeburger Heraldikerin Erika Fiedler gestaltet.

## Kultur und Sehenswürdigkeiten
- Die evangelische Dorfkirche Miesterhorst besteht aus einem Fachwerklanghaus aus der Mitte des 18. Jahrhunderts und einem Backsteinturm von 1926.[18]
- In der Ortsmitte von Miesterhorst steht ein Denkmal für die Gefallenen des Ersten Weltkrieges, des Krieges 1870/71 und für einen Gefallenen aus den napoleonischen Kriegen. An der Kirche steht eine Namenstafel mit den Kriegstoten des Zweiten Weltkrieges.[19]
- Der Friedhof des Dorfes befindet sich am nordwestlichen Ortsausgang.

### Vereine
- FSV 77 Miesterhorst e. V.
- Förderverein der Freiwilligen Feuerwehr Miesterhorst e. V.
- Jagdgesellschaft Miesterhorst e. V.
- Ländlicher Reit- und Fahrverein Miesterhorst e. V.

## Wirtschaft und Infrastruktur

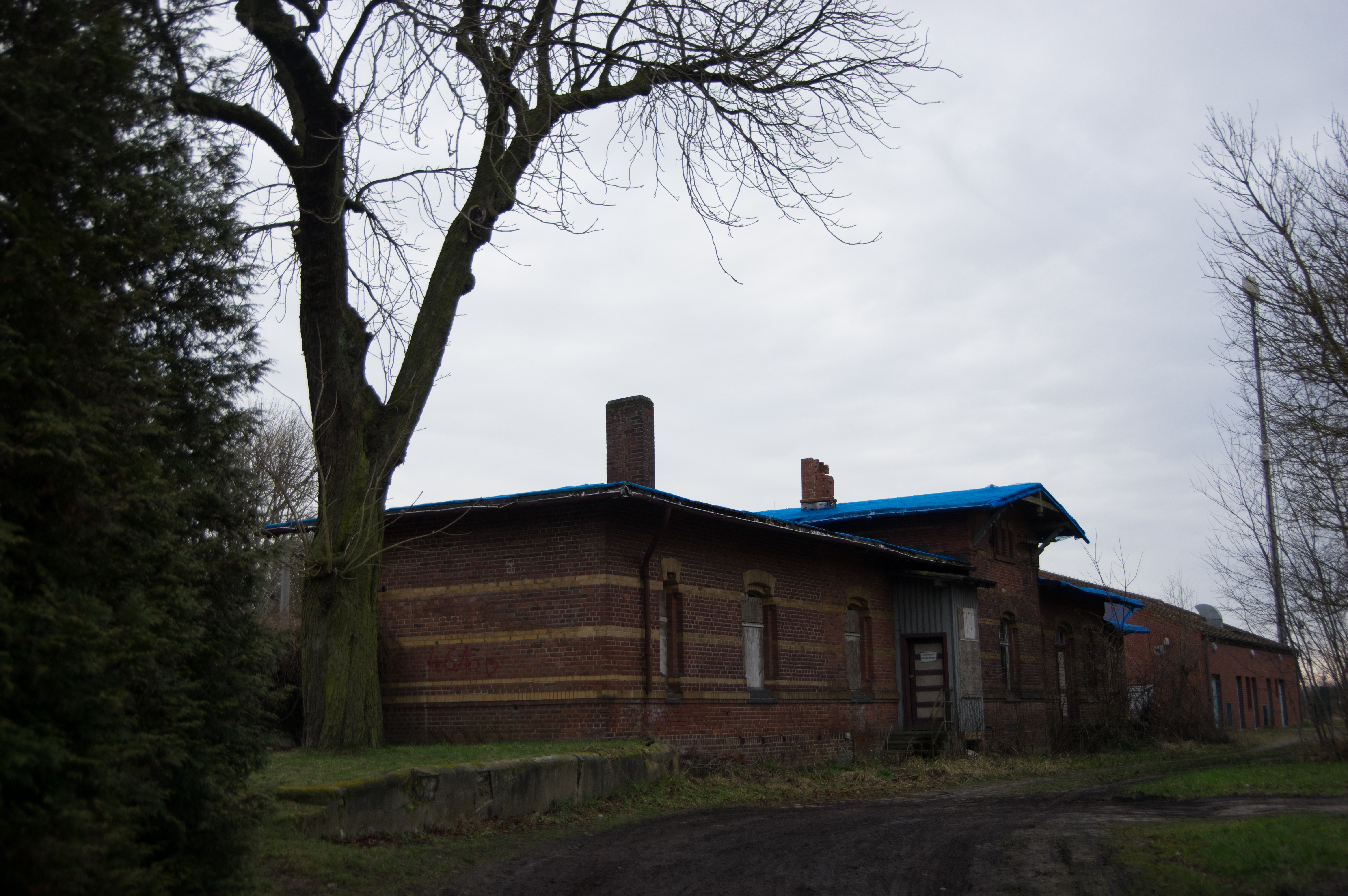
Bahnhof Miesterhorst

Der Bahnhof Miesterhorst liegt an der Bahnstrecke Berlin–Lehrte und wird meist im Stundentakt von Regionalbahnen der RB 35 in Richtung Stendal und Wolfsburg bedient.
Miesterhorst liegt an der Bundesstraße 188 (Burgdorf – Wolfsburg – Stendal – Rathenow). Der Mittellandkanal liegt in der Nähe, die nächste Umschlagsstelle befindet sich in Calvörde, 19 Kilometer entfernt.
Die in Salzwedel ansässige Personenverkehrsgesellschaft Altmarkkreis Salzwedel mbH (PVGS) betreibt den öffentlichen Linienverkehr in der Kernstadt Gardelegen und dem Ortsteil Miesterhorst.